# Milan Karfík
Milan Karfík (12. května 1935 – 24. března 2004) byl český silniční motocyklový závodník.

## Závodní kariéra
V místrovství Československa startoval v letech 1955–1968. V celkové klasifikaci skončil nejlépe na 3. místě ve třídě do 175 cm³ v letech 1955 a 1966. V roce 1966 vyhrál závod 300 zatáček Gustava Havla ve třídě do 175 cm³. První závod absolvoval na Ústeckém okruhu 1952 s motocyklem ČZ 175, poslední při závodu 300 zatáček Gustava Havla 1969 v Hořicích s Jawou 250.

## Umístění
- Mistrovství Československa silničních motocyklů
  - 1955 do 175 cm³ – 3. místo
  - 1960 do 175 cm³ – nebodoval
  - 1961 do 175 cm³ – nebodoval
  - 1962 do 175 cm³ – 21. místo
  - 1963 do 175 cm³ – 21. místo
  - 1965 do 175 cm³ – 9. místo
  - 1966 do 175 cm³ – 6. místo
  - 1967 do 175 cm³ – 10. místo
  - 1967 do 250 cm³ – 18. místo
  - 1968 do 250 cm³ – nebodoval
- 300 ZGH
  - 1966 1. místo do 175 cm³